# Kellertuch
Kellertuch, Kellerschimmel, Weinkellerschimmel oder Kellerkatze (Zasmidium cellare, Syn.: Cladosporium cellare) ist ein Schimmelpilz, der sich in Kellern mit mindestens 85 Prozent Luftfeuchtigkeit bildet. Das Mycel ist am Anfang weiß, später schwarz.  Das Mycel bildet  tuchartige, weiche, 1–2 cm dicke Matten, die sich ähnlich einem Katzenfell anfühlen – daher der Name Kellerkatze.
Da die geschlechtliche Vermehrung dieses Pilzes nicht entdeckt wurde, zählt er zu den Fungi imperfecti. Hugo Schanderl ordnete ihn 1936 aufgrund seiner stark verzweigten, zerbrechlichen Konidienstände in die Gattung Cladosporium ein, während er von Persoon 1794 als Rhacodium cellare beschrieben worden war. Da ihm nicht wie den anderen Cladosporium-Arten die Gattung Mycosphaerella als Hauptfruchtform (Teleomorphe) zugeordnet werden kann, wird er heute wieder als Zasmidium cellare in eine eigene Gattung gestellt, die aber wie Cladosporium zur Familie Mycosphaerellaceae gehört.

## Vorkommen
Besonders in alten Weinkellern mit Holzfassbestand findet er sich als dicker, graugrüner bis fast schwarzer Belag von fell- oder tuchartigem Aussehen auf trockenem Mauerwerk, Fässern, Flaschen, Flaschenetiketten, -korken, Leitungen und eisernen Gestellen.
Kellerschimmel entwickelt keinen unangenehmen Geruch, gedeiht am besten unter auch für die Weinlagerung idealen Bedingungen. Auf dem Fassholz wird er jedoch nicht geduldet. Da er mehr als 2 Volumenprozent Alkohol nicht erträgt, kann er im Wein nicht wachsen. Die weitverbreitete Meinung, dass der Pilz das Raumklima regulieren würde, ist wissenschaftlich nicht bestätigt.
Da sich in den Hyphen Fetteinschlüsse befinden, ist das Luftmycel leicht entzündlich.

## Ernährung
Zasmidium cellare ernährt sich von flüchtigen Bestandteilen des Weines wie Alkohol, Essigsäure und Estern. Durch die Verwertung dieser Stoffe, die dampfförmig in der Kellerluft präsent sind, kann er auf Unterlagen wie Porzellan, Glas oder Metall siedeln, welche selbst nicht abgebaut werden können. Seinen  Stickstoff- und Schwefelbedarf deckt er aus Dämpfen von Schwefelwasserstoff, Schwefelkohlenstoff, Schwefliger Säure, Ethylmercaptan, Pyridin, Piperidin und ähnlichem. Bei ausreichendem Angebot an nichtflüchtiger organischer Substanz (z. B. Essigfliegen, Weinetiketten) kann er sich auch saprotroph ernähren. Bei Textilien, Pappe und Papier baut er die darin enthaltene Cellulose ab, wodurch sich „Stockflecke“ bilden können.